# Mustela nudipes
La comadreja malaya o comadreja descalza (Mustela nudipes) es una especie de mamífero carnívoro de la familia Mustelidae. Tiene dos subespecies reconocidas, M. n. nudipes y M. n. leucocephalus.

## Distribución
La especie habita en el sudeste de Tailandia, Malasia, Indonesia (Sumatra, Borneo) y Brunéi. El rango de altitud llega a los 1700 metros de altura. Existe un extenso registro de su distribución en Borneo, pero recientemente también en Sumatra.

## Características
El color del pelaje es rojizo marrón que puede variar a tono blanco grisáceo, la cabeza es más blanca que el cuerpo. Las plantas de los pies son desnudas alrededor de las almohadillas. El cuerpo de esta especie mide de 30 a 36 cm y la cola de 24 a 26 cm.

## Conservación
En 2008, la especie fue catalogada bajo preocupación menor en la Lista Roja de la UICN, por su amplia distribución y la carencia de amenazas registradas.